# Lekkoatletyka na Letnich Igrzyskach Olimpijskich 2008 – pchnięcie kulą mężczyzn

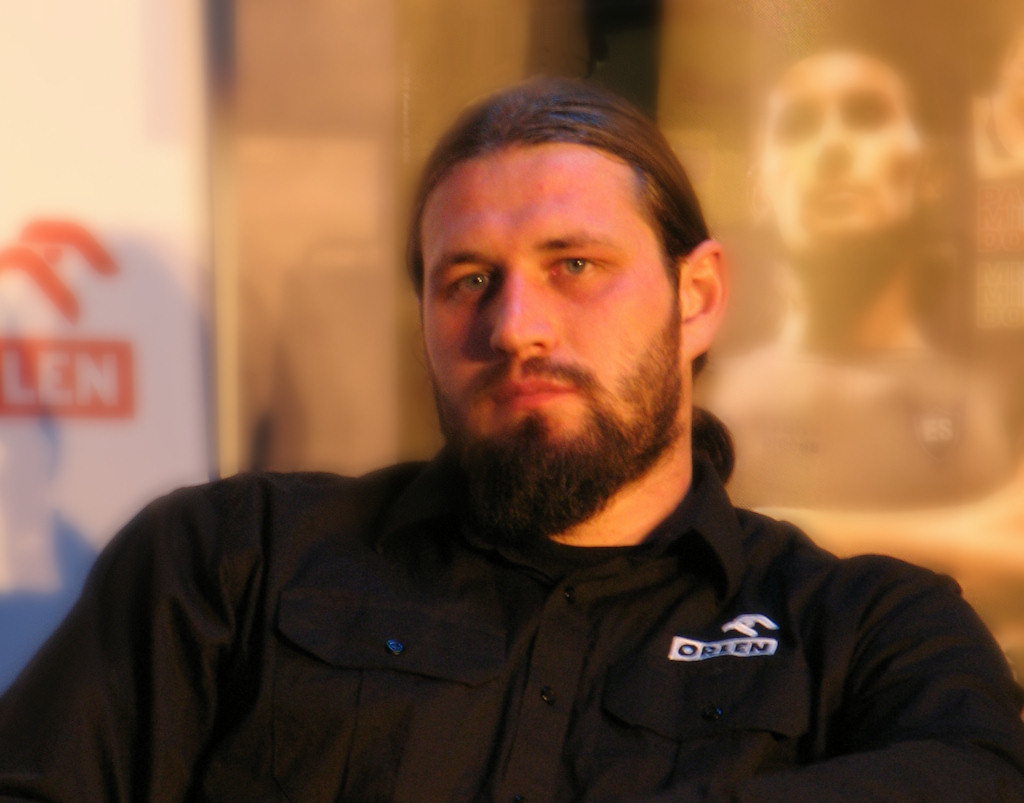
Mistrz olimpijski Tomasz Majewski, 2008

Turniej pchnięcia kulą mężczyzn na Letnich Igrzyskach Olimpijskich 2008 odbył się 15 sierpnia na Stadionie Narodowym w Pekinie. Kwalifikacje do turnieju finałowego rozpoczęły się o godzinie 9:05, a sama runda finałowa - 21:00.
Wymagane minimum A do awansu na Igrzyska Olimpijskie wynosiło 20,30 m, natomiast minimum B 19,80 m.
Złoty medal zdobył Tomasz Majewski z Polski, uzyskując odległość 21,51 metrów.
| Poz. - pozycja \| Nr - numer startowy                                                                |
| NR - rekord kraju \| PB - rekord życiowy \| SB - najlepszy wynik w sezonie                           |
| DNS - nie wystartował \| DSQ - zdyskwalifikowany \| NM - brak zaliczonego rzutu \| X - próba spalona |
| * wyniki podawane w metrach                                                                          |

## Rekordy
W poniższej tabeli przedstawione są rekord świata i rekord olimpijski przed rozegraniem turnieju, tj. na 14 sierpnia 2008 roku.
| Rekord świata                                  | Randy Barnes (USA)                 | 23,12 m | Westwood, Stany Zjednoczone | 20.05.1990 |
| Rekord olimpijski                              | Ulf Timmermann (GDR)               | 22,47 m | Seul, Korea Południowa      | 23.09.1988 |
| Rekord Afryki                                  | Janus Robberts (RSA)               | 21,97 m | Eugene, Stany Zjednoczone   | 02.06.2001 |
| Rekord Ameryki Południowej                     | Marco Antonio Verni (CHL)          | 21,14 m | Santiago, Chile             | 29.07.2004 |
| Rekord Ameryki Północnej, Środkowej i Karaibów | Randy Barnes (USA)                 | 23,12 m | Westwood, Stany Zjednoczone | 20.05.1990 |
| Rekord Azji                                    | Sultan Abdulmajeed Al-Hebshi (KSA) | 20,61 m | Donieck, Ukraina            | 05.07.2007 |
| Rekord Europy                                  | Ulf Timmermann (GDR)               | 23,06 m | Chania, Grecja              | 22.05.1988 |
| Rekord Oceanii                                 | Scott Martin (AUS)                 | 21,26 m | Melbourne, Australia        | 21.02.2008 |

## Przebieg zawodów

### Runda kwalifikacyjna
Awans do rundy finałowej uzyskali kulomioci, którzy spełnili minimum 20,40 m (Q) oraz sześciu z najlepszym wynikiem (q). 

### Grupa A
| Poz. | Nr   | Kulomiot               | Narodowość           | 1     | 2     | 3     | Rezultat | Uwagi |
| ---- | ---- | ---------------------- | -------------------- | ----- | ----- | ----- | -------- | ----- |
| 1    | 2599 | Tomasz Majewski        | Polska               | 21,04 |       |       | 21,04    | Q, PB |
| 2    | 3146 | Christian Cantwell     | Stany Zjednoczone    | 20,11 | 20,48 |       | 20,48    | Q     |
| 3    | 1307 | Dylan Armstrong        | Kanada               | 20,43 |       |       | 20,43    | Q     |
| 4    | 3284 | Reese Hoffa            | Stany Zjednoczone    | 20,41 |       |       | 20,41    | Q     |
| 5    | 2792 | Pawieł Sofjin          | Rosja                | 20,29 | X     | X     | 20,29    | q     |
| 6    | 1153 | Jurij Białou           | Białoruś             | X     | 20,12 | 19,87 | 20,12    | q     |
| 7    | 3091 | Andrij Semenow         | Ukraina              | 18,95 | 19,59 | 20,01 | 20,01    |       |
| 8    | 1140 | Hamza Alić             | Bośnia i Hercegowina | 19,33 | 19,48 | 19,87 | 19,87    |       |
| 9    | 2802 | Anton Lubosławski      | Rosja                | 19,14 | X     | 19,87 | 19,87    |       |
| 10   | 1071 | Scott Martin           | Australia            | 19,75 | X     | X     | 19,75    |       |
| 11   | 1537 | Joachim Brøchner Olsen | Dania                | 19,62 | 19,69 | 19,74 | 19,74    | SB    |
| 12   | 1484 | Carlos Véliz           | Kuba                 | 19,58 | 19,25 | 19,16 | 19,58    |       |
| 13   | 2340 | Māris Urtāns           | Łotwa                | 18,78 | 19,57 | 19,34 | 19,57    |       |
| 14   | 2933 | Milan Haborák          | Słowacja             | X     | 19,32 | X     | 19,32    |       |
| 15   | 1034 | Germán Lauro           | Argentyna            | 19,07 | X     | 18,96 | 19,07    |       |
| 16   | 2900 | Asmir Kolašinac        | Serbia               | 18,32 | X     | 19,01 | 19,01    |       |
| 17   | 1997 | Lajos Kürthy           | Węgry                | 18,38 | X     | 18,74 | 18,74    |       |
| 18   | 1963 | Mihail Stamatoyiannis  | Grecja               | X     | 18,45 | 18,30 | 18,45    |       |
| 19   | 1323 | Marco Antonio Verni    | Chile                | X     | 17,96 | X     | 17,96    |       |
| 20   | 1695 | Robert Häggblom        | Finlandia            | X     | X     | X     | 1,1NM    |       |
| 21   | 1276 | Georgi Iwanow          | Bułgaria             | X     | X     | X     | 1,0NM    |       |
| 22   | 1896 | Ralf Bartels           | Niemcy               |       |       |       | 0,0DNS   |       |

#### Kolejność startowa
| Kolejność startowa | 1    | 2    | 3    | 4    | 5    | 6    | 7    | 8    | 9    | 10   | 11   | 12   | 13   | 14   | 15   | 16   | 17   | 18   | 19   | 20   | 21   | 22   |
| ------------------ | ---- | ---- | ---- | ---- | ---- | ---- | ---- | ---- | ---- | ---- | ---- | ---- | ---- | ---- | ---- | ---- | ---- | ---- | ---- | ---- | ---- | ---- |
| Kolejność startowa | 1484 | 1997 | 1153 | 2933 | 3146 | 1323 | 1963 | 3284 | 1140 | 2340 | 1537 | 3091 | 1276 | 1695 | 2802 | 2792 | 2900 | 1034 | 1071 | 1307 | 2599 | 1896 |

### Grupa B
| Poz. | Nr   | Kulomiot                     | Narodowość        | 1     | 2     | 3     | Rezultat | Uwagi |
| ---- | ---- | ---------------------------- | ----------------- | ----- | ----- | ----- | -------- | ----- |
| 1    | 3208 | Adam Nelson                  | Stany Zjednoczone | 20,56 |       |       | 20,56    | Q     |
| 2    | 1150 | Andrej Michniewicz           | Białoruś          | 20,38 | 20,48 |       | 20,48    | Q     |
| 3    | 1155 | Pawieł Łyżyn                 | Białoruś          | 20,36 | X     | X     | 20,36    | q     |
| 4    | 3061 | Jurij Biłonoh                | Ukraina           | 19,93 | 20,16 | 19,57 | 20,16    | q     |
| 5    | 2500 | Rutger Smith                 | Holandia          | 20,13 | X     | 19,97 | 20,13    | q     |
| 6    | 2793 | Iwan Juszkow                 | Rosja             | 20,02 | 19,83 | 20,00 | 20,02    | DSQ   |
| 7    | 1862 | Peter Sack                   | Niemcy            | 19,76 | X     | 20,01 | 20,01    |       |
| 8    | 2181 | Dorian Scott                 | Jamajka           | 19,54 | 19,94 | 19,71 | 19,94    |       |
| 9    | 1065 | Justin Anlezark              | Australia         | 19,91 | 19,75 | X     | 19,91    |       |
| 10   | 1623 | Manuel Martínez              | Hiszpania         | 19,62 | 19,45 | 19,81 | 19,81    |       |
| 11   | 2889 | Miran Vodovnik               | Słowenia          | 18,72 | X     | 19,81 | 19,81    |       |
| 12   | 1756 | Yves Niaré                   | Francja           | X     | X     | 19,73 | 19,73    |       |
| 13   | 1645 | Taavi Peetre                 | Estonia           | X     | X     | 19,57 | 19,57    |       |
| 14   | 2316 | Sultan Abdulmajeed Al-Hebshi | Arabia Saudyjska  | X     | 18,67 | 19,51 | 19,51    |       |
| 15   | 1526 | Petr Stehlík                 | Czechy            | X     | 19,41 | X     | 19,41    |       |
| 16   | 1449 | Nedžad Mulabegović           | Chorwacja         | 19,11 | 19,35 | 18,88 | 19,35    |       |
| 17   | 1462 | Reynaldo Proenza             | Kuba              | 19,15 | 19,06 | 19,20 | 19,20    |       |
| 18   | 2421 | Ion Emilianov                | Mołdawia          | 18,64 | 18,27 | X     | 18,64    |       |
| 19   | 1565 | Yasser Ibrahim Farag         | Egipt             | 18,37 | X     | 18,42 | 18,42    |       |
| 20   | 2653 | Marco Fortes                 | Portugalia        | X     | X     | 18,05 | 18,05    |       |
| 21   | 3000 | Chang Ming-huang             | Chińskie Tajpej   | 16,13 | 16,98 | 17,43 | 17,43    |       |
| 22   | 2038 | Amin Nikfar                  | Iran              | X     | X     | X     | 0,1NM    |       |
| 23   | 1500 | Alexis Paumier               | Kuba              | X     | X     | X     | 0,0NM    |       |

#### Kolejność startowa
| Kolejność startowa | 1    | 2    | 3    | 4    | 5    | 6    | 7    | 8    | 9    | 10   | 11   | 12   | 13   | 14   | 15   | 16   | 17   | 18   | 19   | 20   | 21   | 22   | 23 |
| ------------------ | ---- | ---- | ---- | ---- | ---- | ---- | ---- | ---- | ---- | ---- | ---- | ---- | ---- | ---- | ---- | ---- | ---- | ---- | ---- | ---- | ---- | ---- | -- |
| 2793               | 1862 | 1526 | 1500 | 1756 | 2421 | 2500 | 1623 | 2653 | 2889 | 2038 | 3208 | 1462 | 1449 | 1645 | 1150 | 1565 | 3061 | 2181 | 1155 | 3000 | 1065 | 2316 |    |

### Runda finałowa
| Poz. | Nr   | Kulomiot           | Narodowość        | 1     | 2     | 3     | 4     | 5     | 6     | Rezultat | Uwagi |
| ---- | ---- | ------------------ | ----------------- | ----- | ----- | ----- | ----- | ----- | ----- | -------- | ----- |
| 1    | 2599 | Tomasz Majewski    | Polska            | 20,80 | 20,47 | 21,21 | 21,51 | X     | 20,44 | 21,51    | PB    |
| 2    | 3146 | Christian Cantwell | Stany Zjednoczone | 20,39 | 20,98 | 20,88 | 20,86 | 20,69 | 21,09 | 21,09    |       |
| DSQ  | 1150 | Andrej Michniewicz | Białoruś          | 20,73 | 21,05 | X     | 20,78 | 20,57 | 20,93 | 21,05    | DSQ   |
| 3    | 1307 | Dylan Armstrong    | Kanada            | 20,62 | 21,04 | X     | X     | 20,47 | X     | 21,04    | NR    |
| 4    | 1155 | Pawieł Łyżyn       | Białoruś          | 20,33 | 20,15 | 20,98 | 20,98 | 20,40 | X     | 20,98    | PB    |
| 5    | 3061 | Jurij Biłonoh      | Ukraina           | 20,63 | X     | 20,53 | 20,46 | 20,31 | X     | 20,63    | SB    |
| 6    | 3284 | Reese Hoffa        | Stany Zjednoczone | X     | 19,81 | 20,53 | 20,38 | X     | X     | 20,58    |       |
| 7    | 2792 | Pawieł Sofjin      | Rosja             | 20,42 | X     | X     | X     | X     | X     | 20,42    |       |
| 8    | 2500 | Rutger Smith       | Holandia          | 20,41 | X     | 20,30 |       |       |       | 20,41    |       |
| 9    | 1153 | Jurij Białou       | Białoruś          | 20,06 | X     | X     |       |       |       | 20,06    |       |
| DSQ  | 2793 | Iwan Juszkow       | Rosja             | 19,67 | 19,55 | X     |       |       |       | 19,67    | DSQ   |
| 12   | 3208 | Adam Nelson        | Stany Zjednoczone | X     | X     | X     |       |       |       | 0NM      |       |

#### Kolejność startowa
| Kolejność startowa | 1    | 2    | 3    | 4    | 5    | 6    | 7    | 8    | 9    | 10   | 11   | 12   |
| ------------------ | ---- | ---- | ---- | ---- | ---- | ---- | ---- | ---- | ---- | ---- | ---- | ---- |
| Próby 1-3          | 1150 | 1153 | 2793 | 3061 | 3284 | 2500 | 3208 | 1155 | 3146 | 2792 | 2599 | 1307 |
| Próby 4-5          | 2792 | 3284 | 3061 | 1155 | 3146 | 1307 | 1150 | 2599 |      |      |      |      |
| Próba 6            | 2792 | 3284 | 3061 | 3146 | 1155 | 1307 | 1150 | 2599 |      |      |      |      |